# GVFS
Ne doit pas être confondu avec Git Virtual File System (GVFS)
GVFS est le système de fichiers virtuel utilisé pour l'environnement de bureau libre GNOME. Il a été développé dans le but de remplacer GnomeVFS à compter de la version 2.22 de GNOME dans lequel il sert de nombreuses applications, à commencer par Nautilus, le gestionnaire de fichiers.
Il a été initialement développé par Alexander Larsson pour le compte de Red Hat et se base sur la bibliothèque logicielle GIO à présent incorporée à la bibliothèque GLib.
Il permet d'accéder à des systèmes de fichiers tels que SFTP, WebDAV, SMB, et aussi au contenu des appareils photos numériques : ceux prenant en charge l'USB Mass Storage (UMS) et ceux ne prenant en charge que le Picture Transfer Protocol (PTP) (via Libgphoto2-2). Il permet par exemple d'ouvrir certains fichiers autres que les photos sur un iPhone.